# Max Otte
Max Otte (7 de octubre de 1964 en Plettenberg, Alemania) es un economista y activista alemán que trabajó como profesor de Economía Internacional en el Instituto de Ciencias Aplicadas de Worms, así como en la Universidad de Graz y la Universidad de Erfurt. Actualmente es administrador de fondos. Dirige el Instituts für Vermögensentwicklung GmbH, (IFVE), (Instituto de desarrollo patrimonial) en Colonia, que fundó en 2003 y es gestor independiente de fondos de inversión. 
Después de su doctorarse en economía en la Universidad de Princeton, fue profesor adjunto en la Universidad de Boston. Cobró notoriedad después de 2008 por haber predicho la inminente crisis financiera que se avecinaba en su libro Der Crash kommt (¡Que viene la crisis! en su edición en español) del 2006.  Ha escrito varios best seller, principalmente sobre temas de política financiera. Desde junio de 2018 hasta enero de 2021, Otte fue presidente del consejo de administración de la Fundación Desiderius Erasmus, afiliada al partido Alternativa para Alemania (AfD). Miembro de la Unión Demócrata Cristiana (CDU) desde 1991, lidera la organización conservadora "Werteunion" desde mayo de 2021.
En 2022 fue candidato por AfD a la elección presidencial alemana de ese año. Su nominación causó gran controversia en la CDU, que optó por abrirle un procedimiento de expulsión. Obtuvo un 9,51% de los votos electorales y el segundo lugar tras el presidente en ejercicio Frank-Walter Steinmeier.

## Obras
- The United States, Japan, West Germany and Europe in the international economy 1977–1987. Between conflict and coordination. Schulz-Kirchner, Idstein 1988, ISBN 3-925196-67-6
- Con Nikolaus Rollwage: Makroökonomik. Makro-Wissen effizient erworben. Mit 25 Kontrollfragen. WRW, Köln 1989, ISBN 3-927250-31-7; 2.
- Allgemeine Wirtschaftspolitik. WRW, Köln 1990, ISBN 3-927250-51-1; 2. erweiterte Auflage ebd. 1991, ISBN 3-927250-52-X
- Marketing. Mit Kontrollfragen und Lösungen. WRW, Köln 1990, ISBN 3-927250-61-9; 2. erweiterte Auflage ebd. 1992, ISBN 3-927250-62-7; 3.
- Fitness und Karriere. Der neue Lebensstil für Spitzenkräfte. Gabler, Wiesbaden 1995, ISBN 3-409-19197-6
- Amerika für Geschäftsleute. Das Einmaleins der ungeschriebenen Regeln. Campus-Verlag, Frankfurt/New York 1996, ISBN 3-593-35592-2
- Investieren statt sparen. Wie Sie mit Aktien alle 5 Jahre Ihr Vermögen verdoppeln. Econ, München 2000, ISBN 3-430-17286-1
- A Rising Middle Power? German Foreign Policy in Transformation. 1989–1999. St. Martin’s Press, New York 2000, ISBN 0-312-22653-5
- Organisation. Mit Übungsaufgaben und Lösungen. WRW-Verlag, Köln 2001, ISBN 3-927250-06-6
- Con Volker Gelfarth: Investieren statt spekulieren. Mit Aktien von Top-Unternehmen zum Gewinn. Econ, München 2001, ISBN 3-430-17284-5
- Con Katja Zacharias, Dimitrios Patsavas & Helmut Gellermann: Investieren in Biotech-Aktien. So nutzen Sie die Chancen der Zukunft. Econ, München 2001, ISBN 3-430-17283-7
- So bekommen Sie Ihre Finanzen in den Griff. Ein Investor-Village-Arbeitsbuch. Econ, München 2001, ISBN 3-430-14966-5
- So bauen Sie Vermögen auf. Ein Investor-Village-Arbeitsbuch. Econ, München 2001, ISBN 3-430-14967-3
- Der Onvista-Führer zur Aktienanalyse. Econ, München 2001, ISBN 3-430-17279-9
- Der Crash kommt. Die neue Weltwirtschaftskrise und wie Sie sich darauf vorbereiten. Econ, Berlín 2006, ISBN 3-430-20001-6
- Con Jens Castner: Deutsche Superinvestoren aus Graham- und Doddsville. Erfolgsgeheimnisse der besten Value-Investoren. FinanzBuch-Verlag, München 2007, ISBN 978-3-89879-242-4
- Der Informationscrash. Wie wir systematisch für dumm verkauft werden. Econ, Berlín 2009, ISBN 978-3-430-20078-3; este libro ha sido traducido al español: El crash de la Información, Ariel, Madrid 2010, ISBN 978-84-344-6923-5
- Charles MacKay und Joseph de la Vega (Editores): Gier und Wahnsinn - Warum der Crash immer wieder kommt, München, Finanzbuchverlag 2009
- La crisis romple las reglas